# Vegesack
Vegesack (/ˈfeːɡəˌzak/) è un quartiere della città tedesca di Brema, appartenente alla municipalità di Brema-Nord.

## Storia
Nel 1939 la città di Vegesack, fino ad allora appartenente al circondario rurale di Brema, venne soppressa e aggregata alla città di Brema.

## Suddivisioni
Il quartiere di Vegesack è suddiviso nei sottoquartieri di Vegesack, Grohn, Schönebeck, Aumund-Hammersbeck e Fähr-Lobbendorf.